# Saint-Maurice-Thizouaille
Saint-Maurice-Thizouaille är en kommun i departementet Yonne i regionen Bourgogne-Franche-Comté i norra Frankrike. Kommunen ligger i kantonen Aillant-sur-Tholon som tillhör arrondissementet Auxerre. År 2022 hade Saint-Maurice-Thizouaille 255 invånare.

## Befolkningsutveckling
Antalet invånare i kommunen Saint-Maurice-Thizouaille
| Referens: INSEE |